# Гаазька угода про міжнародну реєстрацію (депонування) промислових зразків і корисних моделей
Гаазька угода про міжнародну реєстрацію (депонування) промислових зразків і корисних моделей (англ. Hague Agreement Concerning the International Deposit of Industrial Designs)  — угода від 6 листопада 1925 р. Відповідно до цієї угоди громадяни країн-учасниць можуть забезпечити охорону своїх промислових зразків або корисних моделей одночасно у всіх цих країнах, вдавшись до реєстрації їх в БІРПІ (нині Всесвітня організація інтелектуальної власності), яке здійснює публікацію відомостей про реєстрацію.